# Shahrestān di Tafresh
Lo shahrestān di Tafresh (farsi شهرستان تفرش) è uno dei 12 shahrestān della provincia di Markazi, il capoluogo è Tafresh. Lo shahrestān è suddiviso in una circoscrizione (bakhsh): 
- Centrale (بخش مرکزی)